# Technisches Berufskolleg Solingen
Das Technische Berufskolleg Solingen (TBK Solingen) ist eines der drei städtischen Berufskollegs der Stadt Solingen. Es bildet neben dem kaufmännischen Friedrich-List-Berufskolleg und dem Mildred-Scheel-Berufskolleg für Gesundheit und Soziales seine Schüler im gewerblich-technischen Bereich aus. Das TBK besteht aus den zwei Teilen Technisches Berufskolleg und der Fachschule Solingen. Das TBK Solingen ist als Berufskolleg eine Schule der Sekundarstufe II und wird von knapp 2000 Schülern besucht, die von 75 Lehrern unterrichtet werden.

## Geschichte
Die Geschichte der Solinger Berufsschulen geht auf die Tradition der Solinger Sonntagsschulen zurück. So hat auch das TBK als älteste Solinger Berufsschule seine Wurzeln tief im 19. Jahrhundert. Die Tradition des Technischen Berufskollegs Solingen ist in diesen Sonntags- und Fortbildungsschulen zu sehen, die seit der ersten Hälfte des 19. Jahrhunderts versuchten, die Grundbildung der Solinger Arbeiter zu heben. Diese Entwicklung war prägend für das gesamte Solinger Berufsschulwesen.

### Bis zur Fachschulgründung 1904
Schon für das Jahr 1806 konnte die Idee nachgewiesen werden, zur Verbesserung der „gestalterischen und maschinentechnischen Qualität“  der Solinger Stahlwarenprodukte eine Fachschule zu gründen. Diese Überlegungen waren nötig geworden, da die traditionellen Solinger Schneidwaren ihrer englischen Konkurrenz aus Sheffield weit unterlegen waren. Der um die Wende vom 18. zum 19. Jahrhundert richtungweisende Solinger Fabrikant Peter Daniel Peres (1776–1845) bemerkt hierzu: „…daß doch auch unsere bergischen Fabriken sich befleißigen möchten, ihren Produkten neben der zwar sehr guten Qualité auch jene Schönheit zu eigen zu machen, welche die englische Ware so sehr empfiehlt.“ Diese Überlegungen wurden aber zunächst von preußisch-staatlicher Seite nicht weiter verfolgt, sondern private Initiativen führten in den 30er und 40er Jahren des 19. Jahrhunderts zur Gründung zweier privater Zeichenschulen, die als eine der ersten Entwicklungsstufen hin zur Fachschulgründung gesehen werden können. Ein weiterer Entwicklungsstrang ist in der höheren Bürgerschule zu sehen, an der 1883 zum ersten Mal für Solingen Lerninhalte und Ziele festgeschrieben wurden. Danach wollte diese Schule „…Lehrlingen und Gehilfen der Gewerbetreibenden Gelegenheit bieten, sich diejenigen Kenntnisse und Fertigkeiten im Zeichnen, welche zur erfolgreichen Ausübung ihres Berufes erforderlich sind, in möglichst umfassender Weise anzueignen.“  Allerdings kamen gute Ergebnisse nicht im erwünschten Maße zu Stande, so stufte zum Beispiel die Prüfungskommission einer Düsseldorfer Ausstellung im Jahre 1885 die Solinger Arbeiten als „schwach“ ein. In der folgenden Zeit mehrten sich die Stimmen aus Wirtschaft und Stadtspitze, die Einrichtung einer Solinger Fachschule voranzutreiben. Dazu trug die Pariser Weltausstellung 1900 wesentlich bei, die „vorbildlich schöne und geschmackvolle vor allem französische Stahlwaren“ gezeigt hatte.  Im Jahre 1899 setzte der damalige Solinger Oberbürgermeister August Dicke (Oberbürgermeister von 1896 bis 1929 in Solingen) eine Fachschulkommission ein, deren zehn Mitglieder die Gründung der Fachschule vorantrieben. Diese erfolgte im Jahre 1904 als „Fachschule der Solinger Stahlwaren-Industrie“. Bereits 1908 konnte das neu errichtete prächtige Fachschulgebäude im Stile einer bergischen Villa an der Blumenstraße bezogen werden. Dieses Gebäude steht immer noch im Dienst der schulischen Nutzung und wurde im Jahre 2008 von der Stadt Solingen als Trägerin des TBK komplett brandschutz-technisch ertüchtigt.

### Das Solinger Fortbildungsschulwesen
Wesentlich für die Entwicklung des TBK sind die Solinger Fortbildungsschulen, die versuchten, wie die Zeichenschulen für den künstlerisch-gestalterischen Bereich, die Solinger Arbeitskräfte auch im technisch-gewerblichen Bereich weiterzubilden. In den verschiedenen Bezirken Solingen, Wald, Höhscheid, Ohligs und Gräfrath entstanden seit 1872 Fortbildungsschulen. Sie nahmen im Laufe ihrer Entwicklung immer mehr den Charakter von Berufsschulen an und spezialisierten sich auf „berufsspezifische Inhalte“. Beispielhaft kann die Ohligser Fortbildungsschule angeführt werden, die Fachklassen für typische Solinger Berufe wie Schlosser, Reider, Schleifer u. ä. eingerichtet hatte. Die schulische Ergänzungsausbildung dauerte drei Jahre und trägt damit wesentliche Merkmale der heute noch gängigen Berufsschulpraxis. Der fachkundliche Unterricht war dabei ausschlaggebend, wenngleich es „ein weiteres Ziel der Schule war …, die sittlich-religiöse und nationale Gesinnung zu begründen bzw. zu festigen. … Das Ohligser Modell einer Fortbildungsschule war … im Fünf-Städte-Gebiet (die heutige Stadt Solingen) so überzeugend, dass spätestens ab 1909 ein Sinneswandel hin zu einer Berufsschule zu erkennen war.“ 1911 beschloss die Solinger Stadtverordnetenversammlung für die gewerbliche Fortbildungsschule, eine dreijährige Schulpflicht einzuführen, die von der allgemeinen Fortbildungsschulpflicht in der Weimarer Verfassung 1919 ergänzt wurde. In diesen Entwicklungen sind die Wurzeln des heutigen Dualen Systems der Berufsausbildung gut zu erkennen. Es folgten Versuche, das Fortbildungsschulwesen in Solingen zu zentralisieren, die schließlich in der Gewerblichen Berufsschule mündeten. Als letzter Schritt erfolgte der Zusammenschluss der Handwerkerschule mit der Gewerblichen Berufsschule zu den ‚Gewerblich-technischen Berufsschulen der Stadt Solingen’ im Jahre 1937. So gründete die gewerblich-technische Ausbildung in Solingen auf drei Säulen: Ausbildung der Handwerkslehrlinge, der Lehrlinge aus Industrieberufen und die Ausbildung an der Fachschule für die Solinger Stahlwaren-Industrie. Über das Verhalten der Schulen unter der nationalsozialistischen Herrschaft werden in der Sekundärliteratur keine Angaben gemacht.

### Neuanfang nach 1945
Nach dem Zusammenbruch des Dritten Reichs erfolgte eine Neuaufstellung der Berufsausbildung in Schule und Betrieben in Solingen. Viele Gebäude waren zerstört worden und es standen nur noch wenige Lehrkräfte zur Verfügung. Der Name der Schule wandelte sich nun in „Gewerbliche Berufs- und Berufsfachschulen der Stadt Solingen“ (GBBS), wobei die metallgewerbliche Hauptabteilung noch einmal erheblich wuchs. Zwischen 1946 und 1951 beherbergte das Fachschulgebäude an der Blumenstraße in der Aula vorübergehend auch die Stadtbibliothek Solingen, deren Gebäude bei den Luftangriffen auf Solingen zerstört worden war.:175f.
Schon ab 1949 gab es bereits die ersten Überlegungen für einen Neubau der Berufsschule auf der stadtnahen Trümmerfläche zwischen Weyersberger Straße, Augustastraße und Blumenstraße, dem heutigen Schulgelände. Auch wenn nicht alle Planungen der ersten Entwürfe umgesetzt worden sind, entstanden zwischen 1949 und 1964 die heutigen Schulgebäude 1 – 4, die den Kern des campusartigen Schulkomplexes bilden. In den siebziger Jahren wurde das Werkstattgebäude (Haus 5) für das Fortbildungszentrum in der Landesstelle für Internationale Berufsbildung erstellt, gefolgt von Haus 6, dem „Technischen Zentrum“ auf dem ehemaligen Produktionsgelände einer kleinen Werkzeugmaschinenfabrik. Hinzu kommt das alte Fachschulgebäude (Fertigstellung 1908) am Standort Blumenstraße, welcher durch das gestaltungstechnische Zentrum, ein Galvaniklabor und das Schülerwohnheim im Laufe der Jahre erweitert wurde (Häuser 7 – 10). Für den Sportunterricht nutzt die Schule die nahe gelegene städtische Klingenhalle Solingen. Die Entwicklung und der Ausbau der Schule ist auch am Namen lesbar; von den „Gewerblichen Berufs- und Berufsfachschulen der Stadt Solingen“ über die „Technischen Schulen Solingen“ (1986) hin zu den beiden heutigen Namen „Technisches Berufskolleg Solingen“ und „Fachschule Solingen“ (1998).

### Schulleiter der Fachschule
- 1904–1913: Hermann Lüer[9] (1870–1962), Kunsthistoriker, Designer
- 1913–1926: Georg Bindhardt (1875–1926), Mitglied im Altonaer Künstlerverein
- 1926–1948: Franz Kurek (1881–1977), 1926 Mitgründer des schulinternen "Industriemuseums", zuvor 1919–1926 Technischer Direktor des Siegen-Solinger Gussstahl-Aktien-Vereins, Fachbuchautor
- 1948–1975: Hans Stüdemann (1910–1999), Fachbuchautor
- 1975–1984: Günter Franz Albert Dallmann (1920–1984)
- 1985–2009: Bernd Schlossorsch[10] (* 1943), Autor der Schulchronik 2008
- seit 2009-0: Michael Becker[11]

### Bekannte ehemalige Lehrer
- Ludwig Füllbeck (1884–1955), Maler, Grafiker und Zeichner, Schüler und Lehrer der Schule, Leiter der grafischen Klasse[12]
- F. Otto Hoppe (1882–1967), Bildhauer und Mundartdichter, Lehrer für Modellieren (1925–1949)
- Paul Voß (1894–1976), Designer und Kunsthandwerker, Schüler und Lehrer für Stahl- und Metallbearbeitung
- Paul Woenne (1880–1952), vielseitiger Kunstgewerbelehrer und Leiter der grafischen Klasse (1908–1949), 1926 Mitgründer des internen "Industriemuseums"

### Bekannte ehemalige Schüler
- Willi Deutzmann (1897–1958), Maler und Graphiker
- Ernst Höpp (1898–1986), Maler und Zeichner
- August Preusse (1908–1942), Maler und Graphiker

## Bildungsgänge
Am Technischen Berufskolleg Solingen und der Fachschule Solingen werden vielfältige Bildungsangebote mit den verschiedensten Abschlüssen und Eingangsvoraussetzungen gemacht. Sie lassen sich folgendermaßen aufgliedern:

### Berufsschule
Im Berufsschulbereich werden in verschiedenen Ausbildungsbereichen in der Berufsausbildung im Dualen System folgende Möglichkeiten geboten. Im Ausbildungsbereich Metalltechnik sind das die industriellen Berufe:
- Industriemechaniker
- Werkzeugmechaniker
- Zerspanungsmechaniker
- Konstruktionsmechaniker
- Maschinen- und Anlagenführer
- Teilezurichter

Handwerkliche Berufe
- Metallbauer
- Anlagenmechaniker für Sanitär-, Heizungs- und Klimatechnik

Im Ausbildungsbereich der Kraftfahrzeugtechnik
- Kraftfahrzeugmechatroniker
- Servicemechaniker

Im Ausbildungsbereich Elektrotechnik
- Elektroniker – Fachrichtung Energie- und Gebäudetechnik

Im Ausbildungsbereich Galvanotechnik
- Oberflächenbeschichter; Industrie und Handwerk

Im Ausbildungsbereich Gestaltungstechnik
- Drucker
- Siebdrucker
- Metallbildner
- Graveur
- Maler und Lackierer
- Bauten- und Objektbeschichter
- Mediengestalter

Im Ausbildungsbereich Bautechnik
- Dachdecker – Dach-, Wand- und Abdichtungstechnik

Zum Berufsschulbereich gehört auch das Berufsgrundschuljahr (BGJ), welches als Vollzeitbildungsgang die Möglichkeit bietet, die Allgemeinbildung zu vertiefen und sich auf die Berufspraxis vorzubereiten. In folgenden Berufsfeldern wird das BGJ angeboten:
- Kraftfahrzeugtechnik
- Metalltechnik
- Bautechnik
- Drucktechnik
- Holztechnik

Des Weiteren werden Schülerinnen und Schüler im Berufsorientierungsjahr und als Jugendliche ohne Ausbildungsverhältnis auf die Berufswelt vorbereitet.

### Berufsfachschule
Die Berufsfachschule vermittelt einen schulischen Berufsabschluss nach Landesrecht und die Fachhochschulreife. Diese Assistentenausbildung wird in drei Fachrichtungen vom Technischen Berufskolleg Solingen angeboten:
- Gestaltungstechnik
- Informationstechnik
- Metallographie und Werkstoffkunde

### Fachschule
In der Fachschule Solingen werden staatlich geprüfte Techniker und Technikerinnen in Galvanotechnik (Oberflächentechnik), sowie in Maschinenbautechnik ausgebildet. Es wird sowohl in der Tagesform als Vollzeitschule wie in Abendform ausgebildet.

### Technisches Gymnasium Solingen
In diesem Bildungsgang als Alternative zur gymnasialen Oberstufe wird die allgemeine Hochschulreife vermittelt und gleichzeitig auf ein Studium der Ingenieurwissenschaften vorbereitet. Leistungskurse sind Mathematik und Maschinenbautechnik. Besonderer Wert wird auf eine praxisnahe und an Projekten orientierte Ausbildung gelegt.

### Technische Akademie Solingen
Das Technische Berufskolleg Solingen und die Fachschule Solingen kooperieren mit den Verbänden der Solinger Industrie und dem „Förderverein des Technischen Berufskollegs und der Fachschule Solingen“, um ein berufliches Weiterbildungs- und Qualifizierungsangebot im technischen Bereich zu gestalten. Hierbei soll durch ein inhaltlich breit gefächertes Kursangebot die berufliche Erstausbildung und die überbetriebliche Qualifizierung begleitet und unterstützt werden.

## Besonderheiten

### Länderübergreifende Fachklassen
Am Technischen Berufskolleg Solingen besuchen in überregionalen Fachklassen Oberflächenbeschichter der Industrie und des Handwerks für den gesamten norddeutschen Bereich die Berufsschule. Auch für den Ausbildungsberuf des Graveurs und des Metallbildners ist Solingen einer der wenigen schulischen Ausbildungsorte in Deutschland. Der Unterricht verteilt sich in den dreijährigen Ausbildungen auf sechs Blöcke, in denen die Schülerinnen und Schüler sechs bis sieben Wochen in Solingen unterrichtet werden. Für die auswärtigen Schüler besteht die Möglichkeit, im Wohnheim des Technischen Berufskollegs Solingen kostengünstig zu wohnen.
Für diesen Bereich wurde 2020 ein Neubau realisiert. Die neue Schulgalvanik bietet die doppelte Fläche zum bisherigen Bereich. Diese Galvanik-Ausbildung gibt es in Deutschland an 3 Standorten. Am nördlichsten Standpunkt kommen in Solingen auch Schüler beispielsweise von Airbus an.
Im September 2024 konnten alle Neubaumaßnahmen abgeschlossen werden. Es fehlt noch die Sanierung des historischen Altbaus an der Blumenstraße.

### Wohnheim

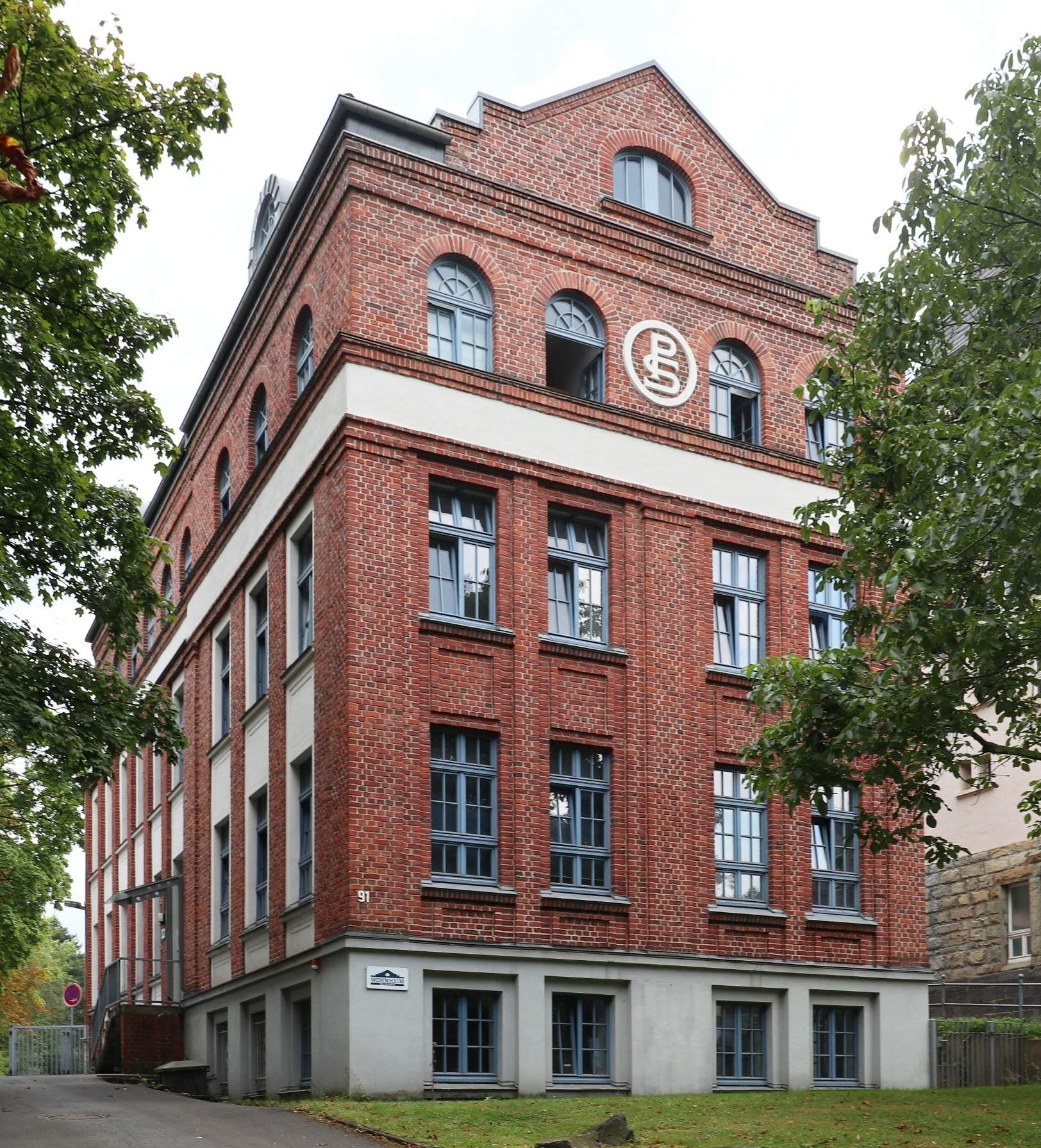
Ehemalige Fabrik Perlmann, heute Wohnheim des TBK

Direkt neben der Fachschule in der Blumenstraße steht das historische Fabrikgebäude der ehemaligen Firma Perlmann. Dieses wurde im Jahre 2002 in ein modernes Wohnheim umgebaut. Die sechs Wohneinheiten bieten heute jeweils 4 bis 6 Auszubildenden in Einzel- und Doppelzimmern einen Schlafplatz. Jedes Apartment ist mit einer voll ausgestatteten Küche und ein bis zwei Bädern versehen. Genutzt werden die Wohnungen vornehmlich von Schülerinnen und Schülern der Landesfachklassen der Graveure, Metallbildner sowie der Oberflächenbeschichter, die für ihren Blockunterricht am Technischen Berufskolleg teilweise von weit her nach Solingen anreisen.

### Metallografie
Die Metallographie stellt einen besonderen Baustein im System des Technischen Berufskollegs Solingen dar. Solinger Schneidwaren auf ihre Qualität werden seit 1938 im Werkstoffuntersuchungsamt der Fachschule für Metallgestaltung und Metalltechnik geprüft. Die moderne und praxisnahe Ausbildung technischen Assistenten für Metallographie und Werkstoffkunde mit Fachhochschulreife orientiert sich an den Anforderungen, die sich aus der ständigen Weiterentwicklung der Werkstoffe ergeben. Solingen ist aus seiner Tradition heraus neben dem Berliner Lette-Verein einer der wenigen Standorte, an denen dieser Ausbildungsweg beschritten werden kann. Dennoch beenden wegen des hohen Standards jedes Jahr nur wenige Absolventen die Ausbildung, sind danach aber auf dem Arbeitsmarkt sehr nachgefragt.

## Lage
Das Technische Berufskolleg Solingen befindet sich im Herzen Solingens unweit des Zentrums. Das Gelände hat durch seine Weitläufigkeit einen Campuscharakter. Die verschiedenen Gebäude sind vornehmlich auf zwei Standorte verteilt, Oligschlägerweg 9 und Blumenstraße 93, die einige hundert Meter voneinander getrennt sind.